# Sexava coriacea
Sexava coriacea är en insektsart som först beskrevs av Carl von Linné 1758.  Sexava coriacea ingår i släktet Sexava och familjen vårtbitare. Inga underarter finns listade i Catalogue of Life.